# Anthonello de Caserta
Antonello da Caserta, també conegut com a Anthonello de Casetta, o Antonellus Marot, va ser un compositor italià de l'època medieval, actiu a finals del segle XIV i principis del XV.

## Vida i carrera
Essencialment no se sap res de la vida d'Antonello. A principis del segle XX, Nino Pirrotta pensava que Caserta era un compositor napolità, però com que la majoria de les seves obres que es conserven es troben en manuscrits del nord d'Itàlia, ara es dubta d'això (Günther i Stone 2001). Les al·lusions als seus textos suggereixen que va treballar per a la família Visconti a Milà a principis del segle XV (Nádas i Ziino 1990), i un "frater Antoniello de Caserta" esmentat en un document d'arxiu pot indicar que era a la cort dels Visconti a Pavia el 1402 (Günther i Stone 2001). Antonello era un monjo, tot i que no es coneix l'orde al qual pertanyia.

## Música
Antonello da Caserta és un dels compositors més reconeguts de la generació posterior a Guillaume de Machaut. Antonello va posar textos en francès i italià, incloent-hi Beauté parfaite de Machaut; aquesta és l'única composició musical que es conserva d'un poema de Machaut que no és del mateix Machaut. Va estar molt influenciat pels models musicals francesos, sent un dels primers italians a ser-ho. Una de les seves balades cita Jehan Vaillant, un compositor actiu a París. També va fer ús de signes de mesura irregulars, que es troben en pocs altres manuscrits. També utilitza ritmes proporcionals en algunes balades, un recurs que es va fer més popular en períodes posteriors. Les seves obres italianes tendeixen a ser més senzilles, especialment les ballate. Tant les seves obres franceses com les italianes prenen com a temes l'amor cortès.

## Obres

### French
(tot a tres veus)
Ballades
- Amour m'a le cuer mis
- Beauté parfaite
- Dame d'onour en qui
- Du val prilleus (o Du ciel perileus)
- Notes pour moi ceste ballade
- Nulle pitie de ma dame (possiblement per Antonello)

Rondeaux
- Dame d'onour c'on ne puet esprixier
- Dame zentil en qui est ma sperance

Virelai
- Tres nouble dame souverayne

### Italià
(tot a dues veus)
Ballatas
- A pianger l'ochi
- Con dogliosi martire
- Deh, vogliateme oldire
- Madonna, io me ramento
- Or tolta pur me sey
- Più chiar ch'el sol (amb una tercera veu fragmentària)

Madrigal
- Del glorioso titolo d'esto duce